# Thomas de Grey (1717-1781)
Thomas de Grey (c. 1717-1781) de Merton Hall, Norfolk est un propriétaire terrien anglais et député. 

## Biographie

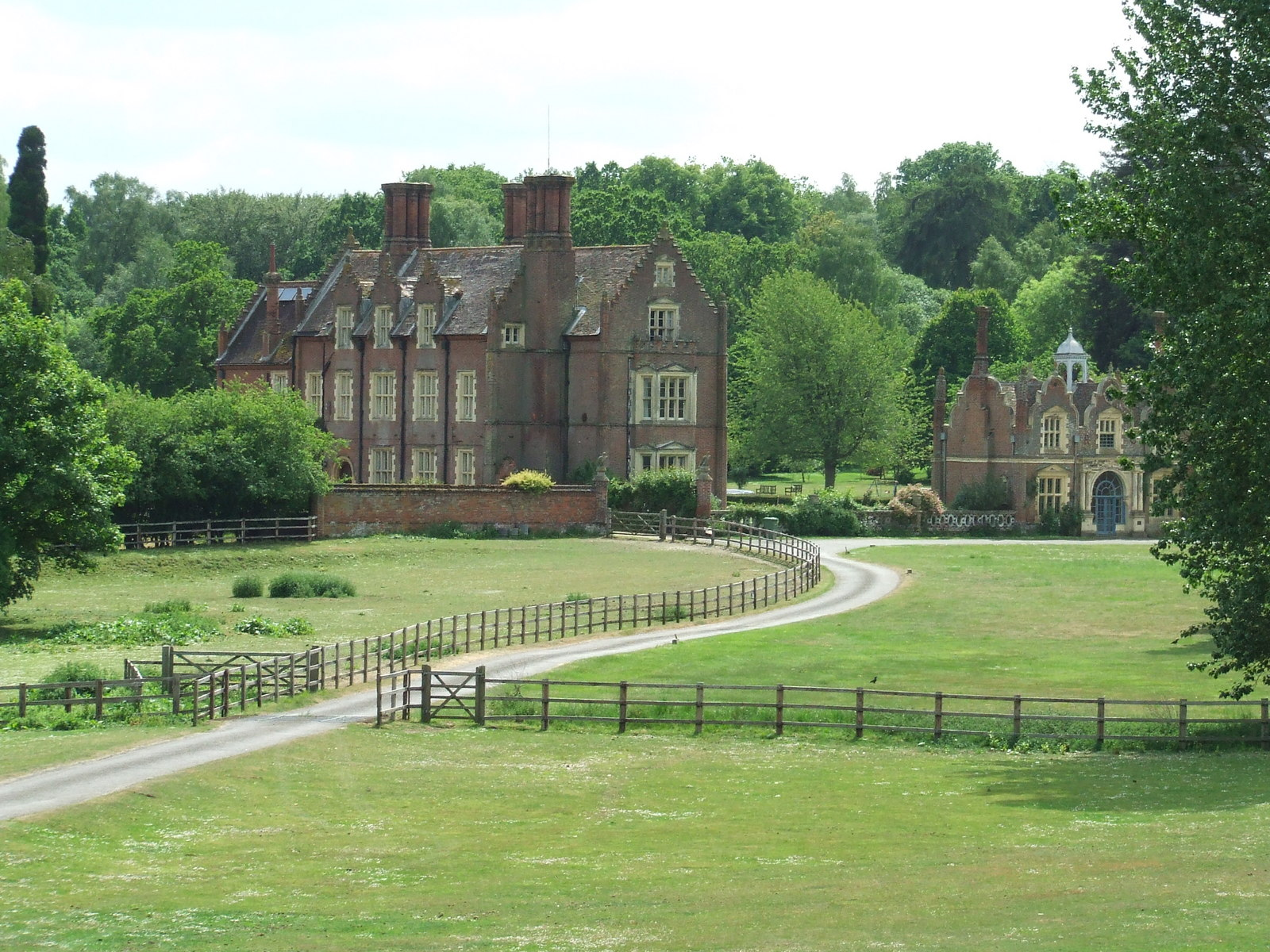
Merton Hall, Norfolk

Il est le fils aîné de Thomas de Grey (1680-1765) et Elizabeth Windham, fille de William Windham de Felbrigg. Son frère William de Grey (1er baron Walsingham) est également député. Thomas junior est baptisé le 29 septembre 1717 et fréquente l'école de Bury St Edmunds avant de monter au Christ's College de Cambridge en 1735. En 1746, il épouse Elizabeth Fisher, fille de Samuel Fisher de Bury St Edmunds, qui lui apporte un héritage considérable. En 1765, il hérite également de Merton Hall à la mort de son père. 
Un des sièges de la circonscription de Norfolk devient vacant en 1764 lorsque George Townshend devient vicomte. Il recommande que de Grey lui succède et avec le soutien de la famille de Townshend et de la famille Walpole, il est élu sans opposition. Il vote contre l'abrogation de la loi sur le timbre en 1766 et contre l'administration de l'impôt foncier en 1767, avant d'être réélu pour le Norfolk en 1768 après une campagne très coûteuse. En 1772, il se prononce en faveur de la Loi sur les mariages royaux, mais il devient de plus en plus touché par la goutte et avant les élections générales de 1773, il décide de ne pas se représenter. 
Il est décédé en 1781, ne laissant aucun enfant. Merton Hall passe à son neveu, Thomas de Grey (2e baron Walsingham), fils de son frère William. 